# بخش گهواره
گَهواره یکی از دو بخش شهرستان دالاهو در استان کرمانشاه در غرب ایران است. این بخش داری دو دهستان به نام‌های گورانی و قلخانی است و مرکز آن شهر گهواره می‌باشد.جمعیت زیادی از این مردمان از ایل کلهر شهرستان ایوان غرب هستند.مردمان قلخانی از هفت ماله بان سیری کلهر ایوان غرب هستند که در این منطقه سکونت دارند.زبان مردم بخش گهواره کردی گورانی است  بنابر سرشماری مرکز آمار ایران، جمعیت این بخش در سال ۱۳۹۵ برابر با ۱۵٬۶۰۶ نفر بوده‌ است.
این بخش 128 روستا دارد که 107 روستا  دارای سکنه است. بیشتر اهالی پیرو مذهب اهل حق می‌باشند. و به زبان کردی با گویش های مختلف نظیر هورامی و  گورانی تکلم می کنند. تنبور و انواع محصولات کشاورزی که در راس آن  سیب قرار دارد از جمله  محصوولات و ره‌آورد های این منطقه می‌باشد. رودخانه زمکان کوه های قلعه قاضی  بزه هو و باغات سرسبز منطقه گهواره از جمله دیدنی های این ناحیه هستند

## تفسیمات[۳]

### نقاط شهری
- شهر گهواره

### دهستان‌ها
دهستان گوران با مجموع ۶۱ روستا که ۶ روستا فاقد سکنه است.
دهستان قلخانی  با مجموع ۵۵ روستا که ۴ روستای آن خالی از سکنه است.